# Joseph H. Carens
Joseph H. Carens (* 2. Februar 1945) ist Professor für politische Theorie an der Universität Toronto.
Carens ist einer der prominentesten Vertreter offener Grenzen und eines universalen Rechts auf Freizügigkeit für „normale, friedliche Menschen, die einzig nach einer Möglichkeit suchen, für sich und ihre Familien ein anständiges, sicheres Leben aufzubauen“. Neben seinen Werken zur Immigration und Integration arbeitet er auch zum Egalitarismus und zu Fragen eines kulturellen Pluralismus.
Seit 2015 ist er Fellow der Royal Society of Canada.

## Schriften (Auswahl)
- The Ethics of Immigration. Oxford University Press 2013
- Culture, Citizenship and Community, A Contextual Exploration of Justice as Evenhandedness. Oxford University Press 2000
- Aliens and Citizens: The Case for Open Borders. The Review of Politics 49 (1987), 251–273. Deutsche Übersetzung erschienen in Andreas Cassee/Anna Goppel (Hrsg.): Migration und Ethik. mentis, Münster 2012.
- Equality, Moral Incentives, and the Market: An Essay in Utopian Politico-Economic Theory. Chicago 1981

## Weitere Literatur
- Hoesch, Matthias und Mooren, Nadine: Between Aliens and Citizens. An Outline of Joseph Carens’s Political Philosophy. In: Joseph Carens. Between Aliens and Citizens. Cham: Springer 2020, 3–14